# Тисућу и једна страст
„Тисућу и једна страст” је југословенски ТВ филм из 1964. године. Режирао га је Звонимир Бајсић а сценарио је базиран на причи Антона Чехова.

## Улоге
| Глумац        | Улога |
| ------------- | ----- |
| Зденка Хершак |       |
| Перо Квргић   |       |
| Свен Ласта    |       |
| Јосип Мароти  |       |
| Иван Шубић    |       |